# Calafat
Calafat este un municipiu în județul Dolj, Oltenia, România, format din localitatea componentă Calafat (reședința), și din satele Basarabi, Ciupercenii Vechi și Golenți. Acesta este situat la aproximativ 90 de kilometri de reședința de județ, Craiova, în sud vestul Olteniei. Municipiul este unul dintre porturile fluviale de pe Dunăre ale României, precum și un important punct de trecere a frontierei cu Bulgaria.
Datorită amplasării pe Coridorul VII Pan-European Dunărea și pe Coridorul IV Pan-European, aripa sudică ce face legătura între Europa Centrală și Orientul Mijlociu, Calafatul va beneficia de importante investiții în domeniul infrastructurii.

## Istoric

Bulevardul Tudor Vladimirescu în 1910

Zorii istoriei în spațiul geografic care conturează municipiul Calafat și satele componente – Basarabi, Golenți și Ciupercenii Vechi - au evidențiat existența unei populații statornice așezată în vatra susmenționată din cele mai vechi timpuri, o populație cu cultură materială și spirituală proprie. Cercetările arheologice confirmă diferențierea socială în secolul al III-lea î. Hr. și în secuolul I d. Hr., ca și legăturile tot mai active cu romanitatea balcanică, inclusiv prin punctul de trecere a Dunării din dreptul Calafatului.

Judecătoria Calafat (centru), anul 1907

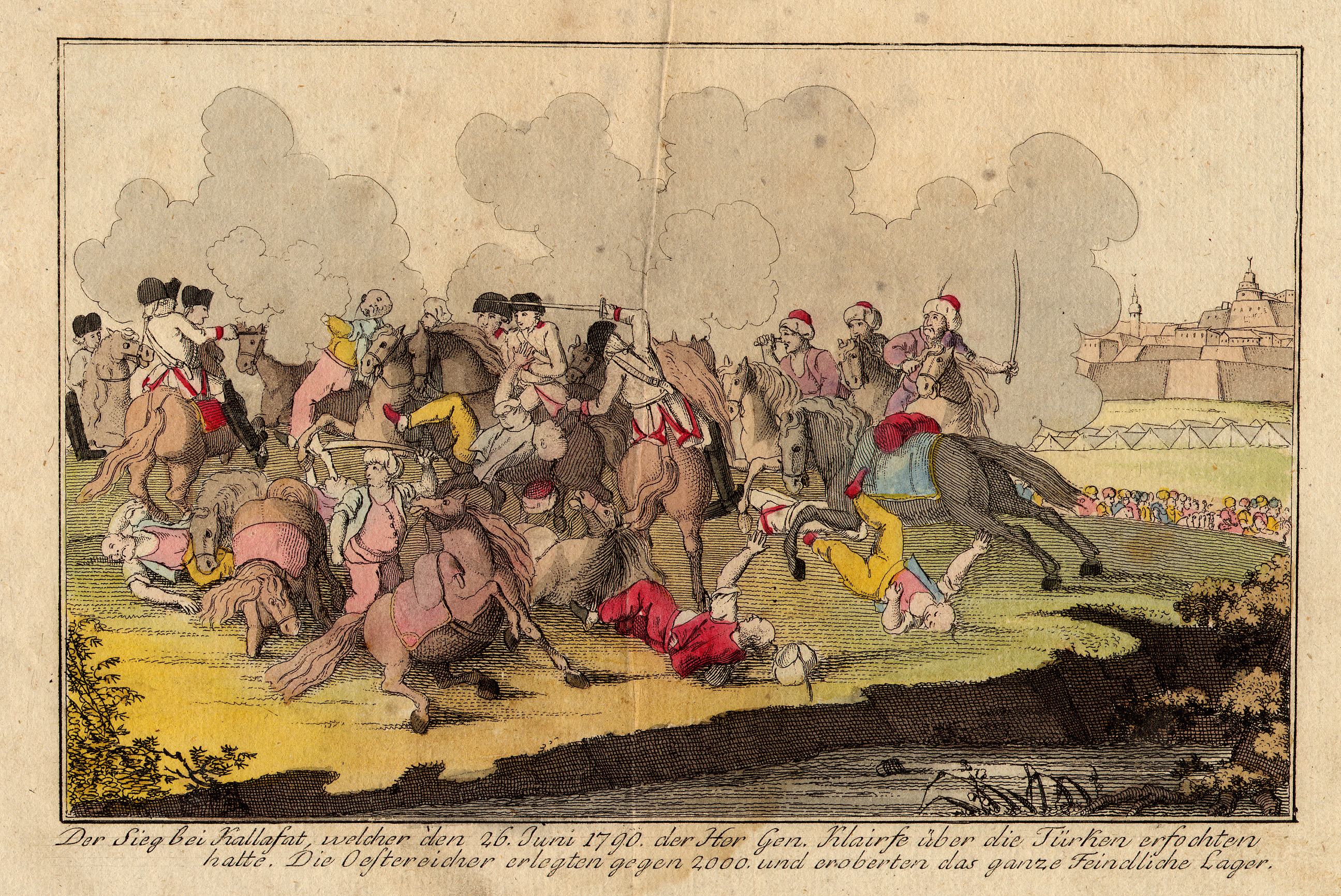
Bătălia din 26 iunie 1790

Prima atestare documentară păstrată, referitoare la Calafat, datează din 1424: Vama de la Calafat, care în secolele XV-XVI devine punctul de tranzit cel mai important pentru comerțul Țării Românești cu Peninsula Balcanică.
O altă atestare documentară datează din vremea lui Basarab cel Tânar–Țepeluș (noiembrie 1477 - septembrie 1481 și între noiembrie 1481 - martie 1482). Acesta, la 3 aprilie 1480, întărește Tismanei, unde era stareț Matei, vama de la Calafat cu târgul, ca și alte vămi și bălți.
Din 30 aprilie 1502 datează un alt hrisov, dat de Radu cel Mare (1495-1508), care întărește Tismanei, al cărei egumen era Ioanichie, „vama de la Calafat, ca să fie de ocină și de ohabă și să ia vama de la Calafat”.
Tot din primii ani ai secolului al XVI-lea datează alte două hrisoave domnești, prin care se întărea mănăstirii Tismana vama de la Calafat. La 26 iunie 1508, Mihnea I cel Rău întărește mănăstirii vama de la Calafat, care a fost a Tismanei încă de la bătrânii domni, iar la 1 mai 1510, din Târgoviște, Vlad cel Tânăr o dă ieromonarhului Ioanichie și călugărilor de la Tismana.
La 10 mai 1523, Vladislav al III-lea, dă poruncă mănăstirii Tismana „ca să fie volnici călugarii din Sfânta mănăstire Tismana să-și ia vama de sare de la Vadul Vidinului de la valahi”, iar un an mai târziu, tot acesta, întărea egumenului Istratie și călugărilor Tismanei „vama de la Calafat cu târgul și balta Bistreț cu vamă”, ca și altele, „pentru că le-au fost vechi și moșteniri de la bătrânii domni”. Asemenea acte de danie, sau mai exact de reîntărire a stăpânirii asupra vadului de la Calafat, au mai fost date de către Moise Vodă (12 mai 1529) și Mircea Ciobanul (26 aprilie 1547), Petru cel Tânăr (17 aprilie 1568).
Din cercetarea documentelor epocii, rezultă că în secolele XIV–XVII Calafatul constituia punctul terminus al unui drum comercial important, cunoscut și sub numele de „Drumul sării”, poziția lui geografică oferind condiții optime pentru desfășurarea unui activ comerț de tranzit. De aici produsele excedentare ale Țării Românești ajungeau în Peninsula Balcanică, până pe țărmurile Adriaticii și tot pe aici, mărfurile negustorilor turci și greci pătrundeau în Muntenia și mai departe, în Transilvania și Ungaria. Prin vama de la Calafat se trimiteau în Imperiul Otoman mari cantități de cereale, vite, cai, oi, pește, sare, vin, ceară, miere, cherestea. Prin același punct intrau în țară obiecte de îmbrăcăminte și podoaba, stafe orientale, covoare, mirodenii.
Importanța care se acorda Calafatului în secolele XVII–XVIII era determinată și de faptul că, fiind așezat în fața Vidinului și la răscruce de drumuri, prin el se scurgeau mărfurile ce veneau sau plecau din părțile de apus ale Bulgariei, Macedoniei, vestul Serbiei și chiar de mai departe, în Ragusa și Dalmația. Tot de la Calafat se putea face ușor legătura cu Craiova, pe unde trecea principalul drum comercial care străbătea Oltenia de la est la vest (București – Pitești – Slatina – Craiova – Cernet - Varciorova). Mărfurile pornite de la Calafat puteau astfel să ajungă fie la Târgu Jiu și de aici prin pasul Vâlcan în Transilvania, sau, trecând prin Slatina, urmau drumul pe Valea Oltului până la Sibiu.
Indiferent de una sau alta din ipoteze privind istoria orașului Calafat, cert este că așezarea datează din epoci străvechi, cumulând de-a lungul mileniilor paleolitice și neolitice, în epoca fierului și pretracică, valorile anticelor civilizații din spațiul egeeano-carpatic.

### Ipoteza originii genoveze
B. P. Hasdeu a fost primul istoric care a emis ipoteza originii genoveze a Calafatului medieval. La rândul său, A.D. Xenopol, îmbrățișând ideea lui Hasdeu, a susținut că genovezii „par să fi întemeiat porturile dunărene Giurgiu, așa numit San Giorgio, patronul Genovei și Calafatului, de la calafatare – a unge corăbiile cu duhot”. Este, de altfel, perioada când traficului intens pe Dunăre i se adaugă negustorii genovezi, ca urmare a încheierii tratatului de la Nymphaion, dintre Genova și Imperiul Bizantin, din 13 martie 1261.
Originea genoveză este susținută și în alte lucrări mai vechi sau mai noi; amintim, între acestea, pe cea scrisă de C. Buchholtzer și P. Rotaru, lucrarea „Pe firul Dunării. De la Baziaș la Marea Neagră”, „Dicționarul geografic al județului Dolj”, „Dunărea. Privire istorică, economică și politică”. În sfârșit, amintim lucrarea lui Al. Cebuc și C. Mocanu, care pledând pentru aceeași ipoteză, susțin că genovezii, concurenții venețienilor, ajutați de moldoveni, împing comerțul lor pe Dunăre până la Calafat, servindu-se de diferite nave.

### Ipoteza originii bizantine
Originea bizantină a numelui așezării este susținută de mai mulți istorici, printre care Nicolae Iorga, care afirmă că denumirea de Calafat ar veni de la un nume grecesc de persoană, anume Kalafatis, nume foarte răspândit în Bizanț.
Tot pentru originea bizantină a toponimicului Calafat se pronunță și autorii unei lucrări de istoria bisericii române, care susțin că „pe Dunăre, bizantinii au dat denumirile grecești localităților… Maglavit, Calafat, Corabia, Zimnicea etc.”

### Ipoteza originii în activitatea de călăfătuire
C.C. Giurescu, după ce menționează existența Calafatului „înainte de Basarab întemeietorul”, deci sfârșitul secolului al XII-lea și începutul secolului al XIV-lea, arată că denumirea de Calafat „redă exact grecescul Kalafatis, care înseamnă cel ce smolește vasele”. În acest loc, presupune C.C. Giurescu, trebuie să fi fost o „escală, o schelă… unde se încărcau grânele Olteniei și se călăfătuiau vasele”.

Faptul că denumirea Calafat vine de la activitatea de călăfătuire a navelor este confirmat și de existența unei așezări în Spania cu numele de Calafat, unde se știe cu precizie că în trecut a existat un atelier de călăfătuire (și în spaniolă există verbul calafatear însemnând a călăfătui).

### Legenda locală
Legenda locală pledează pentru ideea că străvechea așezare a Calafatului ar fi fost la origine o mică colonie de pescari. Potrivit unei legende, în secolul al XI-lea, mai precis prin anii 1040–1042, un oarecare Mihail Calafat, meșter în arta călăfătuirii, găsind pe aceste meleaguri o așezare propice pentru executarea meseriei sale, ar fi înființat, pe malul Dunării, un atelier pentru repararea și smolirea corăbiilor, fapt care a făcut ca navigatorii bizantini, iar apoi și cei genovezi, atrași de iscusința sa, să-și aducă vasele pentru a fi reparate. Potrivit aceleiași legende, locul unic unde se efectua operațiunea de călăfătuire era la debarcaderul de lânga această așezare care, ulterior, a primit numele de Calafat.

## Geografie

### Localizare

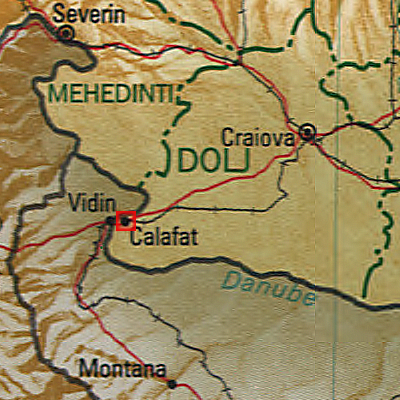
Calafat

Municipiul Calafat s-a plămădit și dezvoltat de-a lungul timpului într-un cadru geografic natural excelent, determinat de prezența apelor bătrânului Danubiu, pe al cărui mal stâng este amplasată așezarea, având o suprafata de 103,59 kmp.
Calafatul, orașul rozelor, al castanilor și stejarilor seculari, al holdelor aurii, și industriei moderne, dar și al falnicelor monumente istorice, este situat în extremitatea sud–vestică a județului Dolj, pe malul stâng al Dunării, la aproximativ 90 km de Craiova, în Câmpia Ciuperceni, subunitate a Câmpiei Băileștilor, acolo unde fluviul începe să-și adâncească cel de-al doilea meandru, respectiv la 43˚, 58΄ și 14˝ latitudine nordică și 22˚, 56΄ și 40˝ longitudine estică.
În prezent, Calafatul include în componența sa administrativă și satele Ciupercenii Vechi, Basarabi și Golenți.
La sud și sud-vest, peste Dunăre, se află Bulgaria. Spre sud–est, la o depărtare de 14 km, se găsește comuna Poiana Mare, una dintre cele mai mari așezări rurale din țară, cu care comunică, atât prin calea ferată Calafat-Golenți, cât și prin moderna șosea asfaltată 55A.
La sud și sud–est, orașul se învecinează cu localitățile Smârdan și Ciupercenii Noi, ambele înființate la sfârșitul secolului trecut și care în prezent alcătuiesc o singură comună - Ciupercenii Noi.
Din punct de vedere fizico–geografic, orașul se găsește situat într-o regiune de șes, respectiv în Câmpia Română și anume la extremitatea sud-vestică a Câmpiei Olteniei, mai exact în Câmpia Băileștilor. 
Câmpia Română (a Dunării de Jos) situată pe partea stângă a Dunării, este mărginită spre nord de Piemontul Getic, Subcarpați și Podișul Moldovei.
Caracterul general al reliefului este dat de predominanța formelor plate, cu altitudine mai mică de 200 m, dar în cadrul câmpiei se pot distinge cel puțin trei aspecte deosebite, întâlnite în cadrul unor subunități orientate pe direcția est–vest: câmpia piemontală, câmpia de subsidență și câmpia tabulară loessica. Câmpia Română este împărțită în două mari subdiviziuni: Câmpia Română de Est și Câmpia Română de Vest, separate de o linie care corespunde aproximativ cursului râului Argeș. 
Subunitate a Câmpiei Olteniei, Câmpia Băilești se întinde între văile Drincea și Jiu, străbătută de Balasan și Desnățui, fiind formată din terasele Dunării, excepție făcând Câmpul Segarcei, un mic sector din nord–est, aici găsindu-se foarte larg dezvoltate toate cele opt terase ale acesteia, iar valea în ansamblul ei atinge lățimea maximă de 40 km.

### Climă
| Date climatice pentru Calafat | Date climatice pentru Calafat | Date climatice pentru Calafat | Date climatice pentru Calafat | Date climatice pentru Calafat | Date climatice pentru Calafat | Date climatice pentru Calafat | Date climatice pentru Calafat | Date climatice pentru Calafat | Date climatice pentru Calafat | Date climatice pentru Calafat | Date climatice pentru Calafat | Date climatice pentru Calafat | Date climatice pentru Calafat |
| Luna                          | Ian                           | Feb                           | Mar                           | Apr                           | Mai                           | Iun                           | Iul                           | Aug                           | Sep                           | Oct                           | Nov                           | Dec                           | Anual                         |
| ----------------------------- | ----------------------------- | ----------------------------- | ----------------------------- | ----------------------------- | ----------------------------- | ----------------------------- | ----------------------------- | ----------------------------- | ----------------------------- | ----------------------------- | ----------------------------- | ----------------------------- | ----------------------------- |
| Maxima medie °C (°F)          | 2 (36)                        | 4 (39)                        | 10 (50)                       | 17 (63)                       | 22 (72)                       | 26 (79)                       | 28 (82)                       | 28 (82)                       | 24 (75)                       | 17 (63)                       | 9 (48)                        | 4 (39)                        | 15,9 (60,6)                   |
| Media zilnică °C (°F)         | −1 (30)                       | 2 (36)                        | 6 (43)                        | 13 (55)                       | 18 (64)                       | 21 (70)                       | 23 (73)                       | 22 (72)                       | 18 (64)                       | 12 (54)                       | 6 (43)                        | 3 (37)                        | 11,9 (53,4)                   |
| Minima medie °C (°F)          | −4 (25)                       | −2 (28)                       | 2 (36)                        | 7 (45)                        | 12 (54)                       | 16 (61)                       | 17 (63)                       | 16 (61)                       | 11 (52)                       | 7 (45)                        | 3 (37)                        | 1 (34)                        | 7,2 (45)                      |
| Precipitații mm (inches)      | 38.1 (1.5)                    | 43.2 (1.701)                  | 45.7 (1.799)                  | 48.3 (1.902)                  | 58.4 (2.299)                  | 66.0 (2.598)                  | 40.6 (1.598)                  | 33.0 (1.299)                  | 33.0 (1.299)                  | 38.1 (1.5)                    | 50.8 (2)                      | 48.3 (1.902)                  | 543,5 (21,398)                |
| Sursă: weather.com            |                               |                               |                               |                               |                               |                               |                               |                               |                               |                               |                               |                               |                               |

Temperatura maximă absolută a lunii iulie a fost de +44,3 grade Celsius, în Calafat, în 2007.

## Demografie
Componența etnică a municipiului Calafat
     Români (79,76%)
     Romi (5,15%)
     Alte etnii (0,54%)
     Necunoscută (14,55%)
Componența confesională a municipiului Calafat
     Ortodocși (83,09%)
     Alte religii (1,8%)
     Necunoscută (15,11%)
Conform recensământului efectuat în 2021, populația municipiului Calafat se ridică la 13.807 locuitori, în scădere față de recensământul anterior din 2011, când fuseseră înregistrați 17.336 de locuitori. Majoritatea locuitorilor sunt români (79,76%), cu o minoritate de romi (5,15%), iar pentru 14,55% nu se cunoaște apartenența etnică. Din punct de vedere confesional, majoritatea locuitorilor sunt ortodocși (83,09%), iar pentru 15,11% nu se cunoaște apartenența confesională.
|  | Graficele sunt indisponibile din cauza unor probleme tehnice. Mai multe informații se găsesc la Phabricator și la wiki-ul MediaWiki. |

Date: Recensăminte sau birourile de statistică - grafică realizată de Wikipedia

## Stema municipiului Calafat

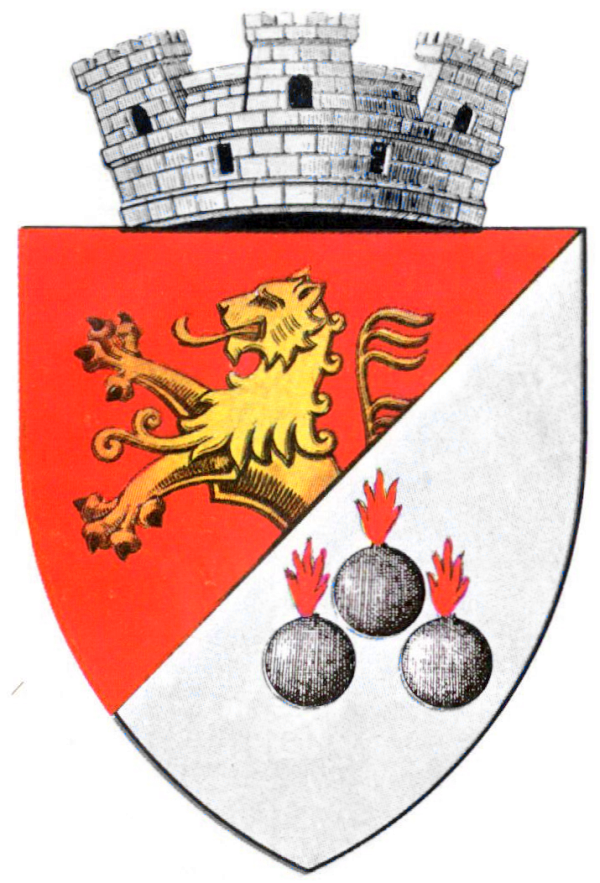
Stema interbelică

Este adoptată prin Hotărârea Guvernului nr. 627 din 29 mai 2003 și publicată în Monitorul Oficial nr. 416 din 13 iunie 2003.
Descrierea stemei:
Stema municipiului Calafat se compune dintr-un scut triunghiular cu marginile rotunjite, împărțit în furcă răsturnată. În cartierul unu, pe roșu, un leu rampant de aur, ieșind spre dreapta, armat cu negru. În cartierul doi, pe argint, trei ghiulele negre arzând cu flacără roșie, așezate una la două. În cartierul trei, pe albastru, un caduceu de argint. Scutul este timbrat de o coroană murală, cu cinci turnuri crenelate (coroana murală cu 5 turnuri crenelate semnifică faptul că localitatea are rangul de municipiu).
Semnificația elementelor însumate:
Leul este vechiul simbol al Olteniei, prezent și în tradiția heraldică interbelică. Ghiulele sunt, de asemenea, un element heraldic tradițional, ele făcând aluzie la începutul Războiului de Independență din 1877, de la Calafat și Corabia pronind primele asalturi asupra malului turcesc. Caduceul este simbolul zeului comerțului, Mercur, și se referă la poziția de centru comercial și de tranzit a localității, ce este și port la Dunăre.

## Transport

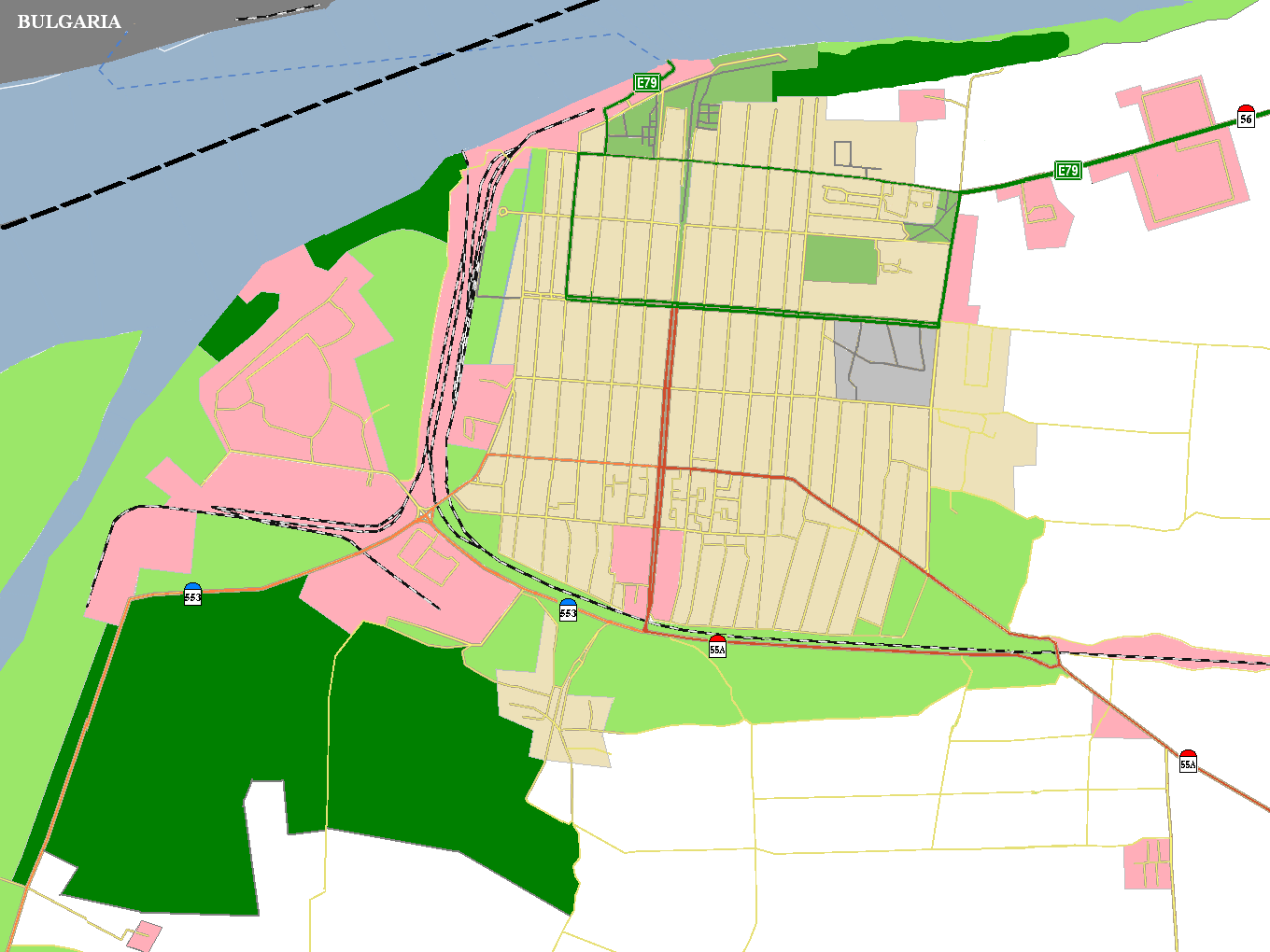
Harta Calafat

Calafatul se află pe coridorul VII fluvial-Dunărea și pe coridorul IV paneuropean ce pornește din Germania și se termină la Istanbul și Salonic. În zona kilometrului fluvial 796 s-a construit podul peste Dunăre a cărui construcție s-a finalizat în iunie 2013 și nu în 2010 de către firma spaniola FCC. Proiectul de construire a unui pod în zona Calafat-Vidin datează din anul 1909. Traficul rutier între Calafat și Vidin se dublează de la an la an.  Astfel că a devenit imperios necesară construcția unui pod care va avea patru benzi de circulație rutieră, o linie de cale ferată, o bandă cu lățime de doi metri pentru bicicliști și un trotuar cu o lungime totală de 1.971 m. Localitea se află la întretăiera DN56, DN56A, DN55A și a E79.
Între Calafat și orașul vecin, Vidin (Bulgaria), legăturile permanente se realizau,până in 14 iunie 2013 cu ajutorul bacului. Inaugurarea podului a avut loc în prezența premierului bulgar Plamen Oreșarski, a celui român Victor Ponta, și a comisarului european pentru politica regională Johannes Hahn. La deschidere, pe lângă numeroși oficiali români și bulgari, a asistat și guvernatorul Băncii Naționale a României, Mugur Isărescu.

## Politică

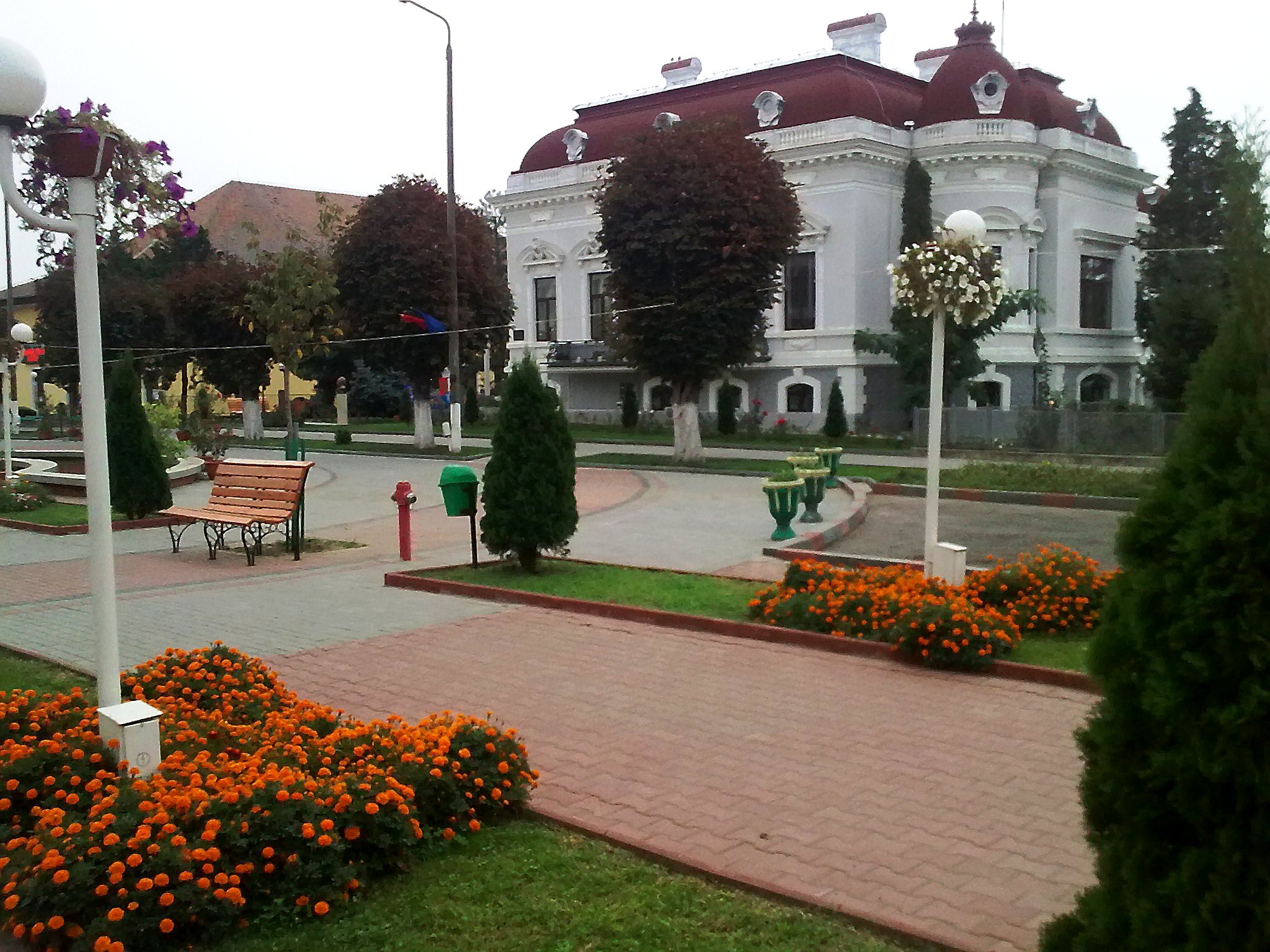
Clădirea primăriei

Municipiul Calafat este administrat de un primar și un consiliu local compus din 17 consilieri. Primarul, Mihai Cotea[*], de la Partidul Social Democrat, este în funcție din 1 noiembrie 2024. Începând cu alegerile locale din 2024, consiliul local are următoarea componență pe partide politice:
|  | Partid                          | Consilieri | Componența Consiliului | Componența Consiliului | Componența Consiliului | Componența Consiliului | Componența Consiliului | Componența Consiliului | Componența Consiliului | Componența Consiliului | Componența Consiliului |
|  | ------------------------------- | ---------- | ---------------------- | ---------------------- | ---------------------- | ---------------------- | ---------------------- | ---------------------- | ---------------------- | ---------------------- | ---------------------- |
|  | Partidul Social Democrat        | 9          |                        |                        |                        |                        |                        |                        |                        |                        |                        |
|  | Partidul Național Liberal       | 7          |                        |                        |                        |                        |                        |                        |                        |                        |                        |
|  | Alianța pentru Unirea Românilor | 1          |                        |                        |                        |                        |                        |                        |                        |                        |                        |

## Orașe înfrățite
- Vidin, Bulgaria[11]
- Tarnaica din Serbia – 2001[12]
- Duiven, Țările de Jos din anul 2005[12]

## Cultura
- Casa de Cultură din Calafat
- Biblioteca Municipală George St. Marincu Calafat
- Palatul Marincu

## Monumente și locuri de interes
- Monumentul Centenarului Independenței din Calafat, realizat în 1977 de sculptorul Pavel Bucur[13].

## Educație
În municipiul Calafat există două licee: Liceul Teoretic Independența din Calafat și Colegiul Tehnic Ștefan Milcu din Calafat.

## Viața religioasă

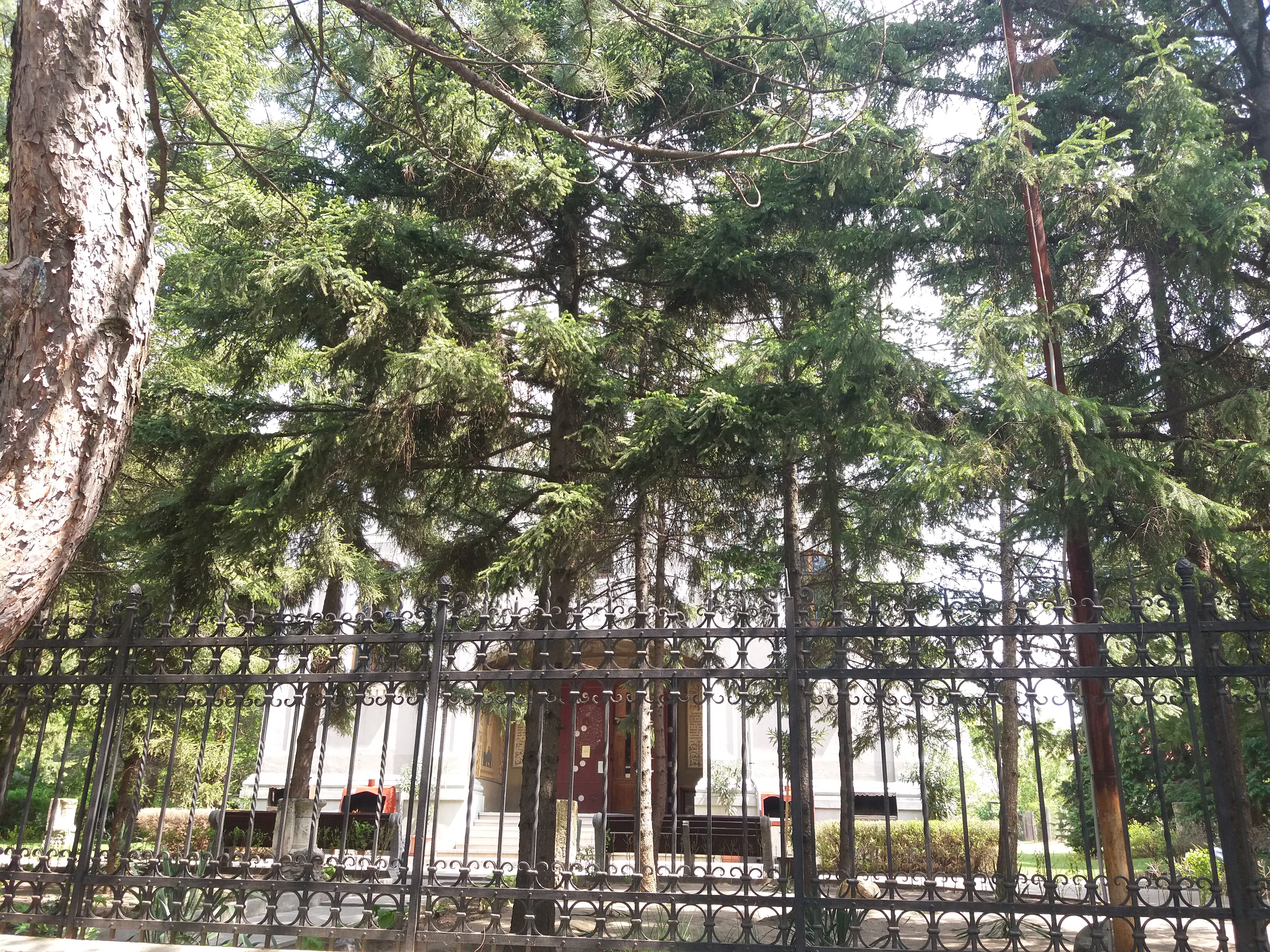
Biserica „Izvorul Tămăduirii” sau Biserica Grecească

### Lăcașe de cult
- Biserica „Izvorul Tămăduirii” din Calafat, care a fost ridicată între 1864-1874
- Biserica „Sf. Nicolae” din Calafat sau Catedrala Independenței
- Biserica „Adormirea Maicii Domnului” din Calafat
- Biserica Sfinții Împărați Constantin și Elena (curtea Spitalului Municipal Calafat)

## Personalități
- Dumitru Pavelescu-Dimo (1870 - 1944),  sculptor;
- Nicolae Vulovici (1877 - 1916) poet, ofițer erou în Primul Război Mondial;
- Duiliu Marcu (1885 - 1966), arhitect;
- Nicolae Dașcovici (1888 - 1969), jurist, istoric, publicist;
- Maria Antonescu (1892 - 1964), politiciană;
- Valentin Sava (1895 - 1950), medic legist;
- Aurel Sava (1902 - 1954), jurist;
- Dan Faur (1911 - 1961), scriitor;
- Ion Șerban, (1915 - 1986), cobzar virtuoz;
- Gheorghe Sandu (1921 - 2000), amiral, comandant al Marinei Militare Române;
- Toma Grigorie (n. 1940), scriitor;
- Ștefan Iordache (1941 - 2008), actor;
- Dănuț Ungureanu (n. 1958), scriitor, jurnalist;
- Fănel Țîră (n. 1966), fotbalist;
- Gheorghe Popescu (n. 1967), fotbalist;
- Oana Bîzgan (n. 1980), politician;
- Sebastian Mladen (n. 1991), fotbalist;
- Victor Georgian Păun (n. 1994), baschetbalist.

## Sport
Calafatul este reprezentat de echipa de fotbal Dunărea Calafat.